# Zachari Zeegelaar
Zachari Zeegelaar (* 3. Oktober 1989) ist ein surinamischer Fußballschiedsrichterassistent. Er steht als dieser seit 2014 auf der Liste der FIFA-Schiedsrichter.
Als Assistent begleitete er unter anderem Spiele bei Olympia 2020 und beim Gold Cup 2021. Zur Weltmeisterschaft 2022 wurde er ins Aufgebot der Assistenten berufen.